# Acanthocephalus dirus
Acanthocephalus dirus is een soort haakworm uit het geslacht Acanthocephalus. De worm behoort tot de familie Echinorhynchidae. Acanthocephalus dirus werd in 1924 beschreven door Harley Jones van Cleave.